# 松山深蔵
松山 深蔵（まつやま しんぞう、天保8年2月11日（1837年3月17日） - 元治元年7月21日（1864年8月22日））は土佐国高岡郡津野山郷北川村庄屋（高知県高岡郡東津野村北川）出身の郷士。幼名は金三郎。名は正夫、熊蔵。号は津山。

## 経歴
庄屋の二男に生まれたため家業を継ぐことができず、高知城城下にて医術を学ぶ。一時は半山郷で開業するが、千屋菊次郎とともに大坂へ医学を学びにいく。
文久2年（1862年）6月に江戸へ学問修行の名目で自費で江戸に行き土佐勤王党に147番目に加盟。勤王党員として江戸や京で活動。同年10月姉小路公知の衛士として江戸へ上る。
文久3年（1863年）4月、関東の情勢を探った後土佐藩の政局変化に伴い帰国。9月に千屋とともに土佐を出て（脱藩の可能性が濃厚）、長門国の三田尻を経由し、中岡慎太郎率いる忠勇隊の一員として京に入る。禁門の変に敗れ、天王山にて真木保臣らとともに自決した。なお、このとき千屋菊次郎も共におり、運命を共にした。享年28。
明治24年（1891年）、従四位を追贈された。

## エピソード
- 武市瑞山が京で発熱した際、ヒルに血を吸わせるなどして医術で病気を治した。このことは武市の日記に記載されている。
- 前述の自費で江戸に上ることになった理由は、庄屋の身分のため武士と認められず許可が下りなかったからといわれる。